# Lista de línguas por número de falantes nativos

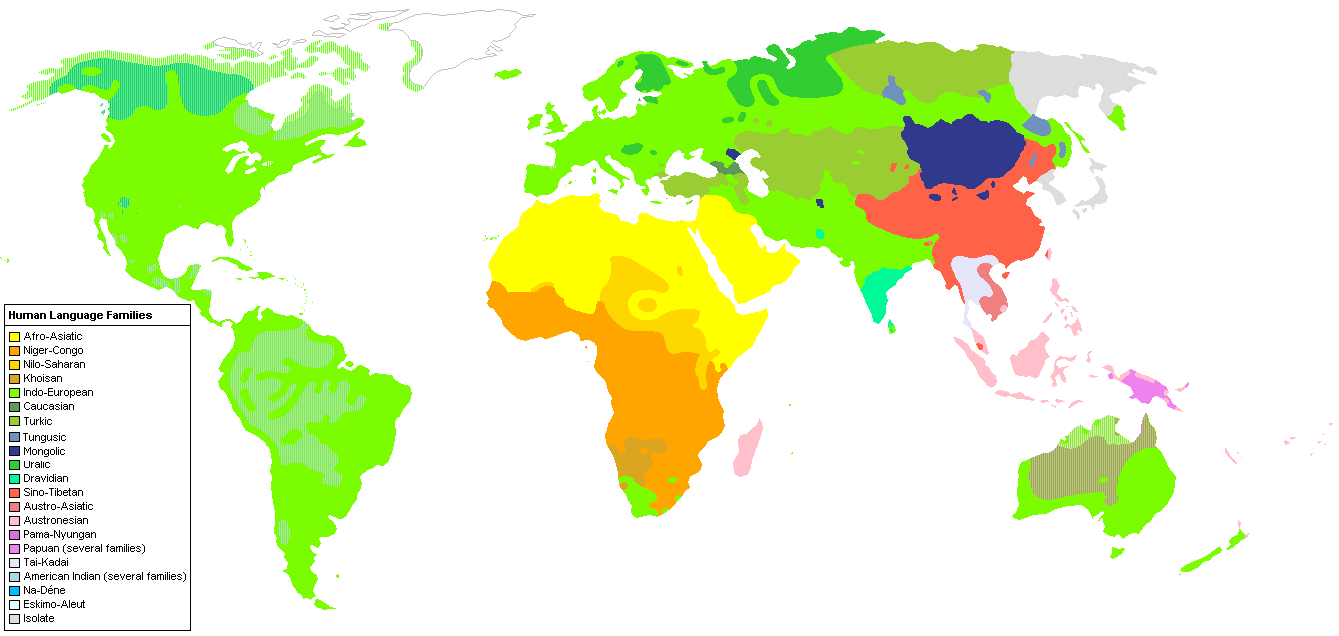
Distribuição atual das famílias de línguas

Este artigo classifica as línguas por número de falantes nativos. Entretanto, deve-se usar estas dados com cautela, pois é difícil definir a diferença entre língua e dialeto; por exemplo, o chinês pode ser considerado uma única língua, mas também pode ser designado como uma macrolíngua, onde possui uma grande variedade de línguas independentes.
Cabe aqui fazer uma distinção entre língua nativa e segunda língua. Língua nativa é aquela em que o falante aprende ao nascer e desenvolve ao passo que cresce como cidadão. A segunda língua é aquela que é posteriormente estudada como uma língua de instrução ou de comunicação diária.

## Nationalencyklopedin
A tabela a seguir contém a estimativa das 100 línguas mais faladas por número de falantes nativos da edição de 2007 da Nationalencyklopedin. Como os métodos de censo em diferentes países variam de forma considerável, e alguns países não registram línguas em seus censos, qualquer lista de idiomas por falantes nativos ou falantes totais é baseada em estimativas. Estimativas atualizadas de 2010 também são fornecidas nesta tabela.
As onze maiores línguas têm valores adicionais da edição da Nationalencyklopedin de 2010.
| Posição | Língua           | Falantes nativos (em milhões) 2007 (2010) | Fração da população mundial (2007) |
| ------- | ---------------- | ----------------------------------------- | ---------------------------------- |
| 1       | Mandarim         | 935 (955)                                 | 14,1%                              |
| 2       | Espanhol         | 390 (405)                                 | 5,85%                              |
| 3       | Inglês           | 365 (360)                                 | 5,52%                              |
| 4       | Hindi            | 295 (310)                                 | 4,46%                              |
| 5       | Árabe            | 280 (295)                                 | 4,23%                              |
| 6       | Português        | 205 (215)                                 | 3,10%                              |
| 7       | Bengali          | 200 (205)                                 | 3,05%                              |
| 8       | Russo            | 160 (155)                                 | 2,42%                              |
| 9       | Japonês          | 125 (125)                                 | 1,92%                              |
| 10      | Panjabi          | 95 (100)                                  | 1,44%                              |
| 11      | Alemão           | 92 (89)                                   | 1,39%                              |
| 12      | Javanês          | 82                                        | 1,25%                              |
| 13      | Wu (Xangainês)   | 80                                        | 1,20%                              |
| 14      | Malaio           | 77                                        | 1,16%                              |
| 15      | Telugo           | 76                                        | 1,15%                              |
| 16      | Vietnamita       | 76                                        | 1,14%                              |
| 17      | Coreano          | 76                                        | 1,14%                              |
| 18      | Francês          | 75                                        | 1,12%                              |
| 19      | Marati           | 73                                        | 1,10%                              |
| 20      | Tâmil            | 70                                        | 1,06%                              |
| 21      | Urdu             | 66                                        | 0,99%                              |
| 22      | Turco            | 63                                        | 0,95%                              |
| 23      | Italiano         | 59                                        | 0,90%                              |
| 24      | Yue (Cantonês)   | 59                                        | 0,89%                              |
| 25      | Tailandês        | 56                                        | 0,85%                              |
| 26      | Guzerate         | 49                                        | 0,74%                              |
| 27      | Jin              | 48                                        | 0,72%                              |
| 28      | Min Nan          | 47                                        | 0,71%                              |
| 29      | Persa            | 45                                        | 0,68%                              |
| 30      | Polonês (Polaco) | 40                                        | 0,61%                              |
| 31      | Pastó            | 39                                        | 0,58%                              |
| 32      | Canarês          | 38                                        | 0,58%                              |
| 33      | Xiang            | 38                                        | 0,58%                              |
| 34      | Malaiala         | 38                                        | 0,57%                              |
| 35      | Sundanês         | 38                                        | 0,57%                              |
| 36      | Haúça            | 34                                        | 0,52%                              |
| 37      | Oriá             | 33                                        | 0,50%                              |
| 38      | Birmanês         | 33                                        | 0,50%                              |
| 39      | Hakka            | 31                                        | 0,46%                              |
| 40      | Ucraniano        | 30                                        | 0,46%                              |
| 41      | Boiapuri         | 29                                        | 0,43%                              |
| 42      | Tagalo           | 28                                        | 0,42%                              |
| 43      | Iorubá           | 28                                        | 0,42%                              |
| 44      | Maithili         | 27                                        | 0,41%                              |
| 45      | Usbeque          | 26                                        | 0,39%                              |
| 46      | Sindi            | 26                                        | 0,39%                              |
| 47      | Amárica          | 25                                        | 0,37%                              |
| 48      | Fula             | 24                                        | 0,37%                              |
| 49      | Romeno           | 24                                        | 0,37%                              |
| 50      | Oromo            | 24                                        | 0,36%                              |
| 51      | Ibo              | 24                                        | 0,36%                              |
| 52      | Azeri            | 23                                        | 0,34%                              |
| 53      | Awadhi           | 22                                        | 0,33%                              |
| 54      | Gan              | 22                                        | 0,33%                              |
| 55      | Cebuano          | 21                                        | 0,32%                              |
| 56      | Holandês         | 21                                        | 0,32%                              |
| 57      | Curdo            | 21                                        | 0,31%                              |
| 58      | Servo-Croata     | 19                                        | 0,28%                              |
| 59      | Malgaxe          | 18                                        | 0,28%                              |
| 60      | Seraiki          | 17                                        | 0,26%                              |
| 61      | Nepalês          | 17                                        | 0,25%                              |
| 62      | Cingalês         | 16                                        | 0,25%                              |
| 63      | Chatgaya         | 16                                        | 0,24%                              |
| 64      | Zhuang           | 16                                        | 0,24%                              |
| 65      | Khmer            | 16                                        | 0,24%                              |
| 66      | Turcomano        | 16                                        | 0,24%                              |
| 67      | Assamês          | 15                                        | 0,23%                              |
| 68      | Madurês          | 15                                        | 0,23%                              |
| 69      | Somali           | 15                                        | 0,22%                              |
| 70      | Marvari          | 14                                        | 0,21%                              |
| 71      | Magahi           | 14                                        | 0,21%                              |
| 72      | Hariani          | 14                                        | 0,21%                              |
| 73      | Húngaro          | 13                                        | 0,19%                              |
| 74      | Chatisgari       | 12                                        | 0,19%                              |
| 75      | Grego            | 12                                        | 0,18%                              |
| 76      | Cinianja         | 12                                        | 0,17%                              |
| 77      | Deccani          | 11                                        | 0,17%                              |
| 78      | Acã              | 11                                        | 0,17%                              |
| 79      | Cazaque          | 11                                        | 0,17%                              |
| 80      | Min Bei          | 10,9                                      | 0,16%                              |
| 81      | Sylheti          | 10,7                                      | 0,16%                              |
| 82      | Zulu             | 10,4                                      | 0,16%                              |
| 83      | Tcheco (Checo)   | 10                                        | 0,15%                              |
| 84      | Quiniaruanda     | 9,8                                       | 0,15%                              |
| 85      | Dhundhari        | 9,6                                       | 0,15%                              |
| 86      | Crioulo haitiano | 9,6                                       | 0,15%                              |
| 87      | Min Dong         | 9,5                                       | 0,14%                              |
| 88      | Ilocano          | 9,1                                       | 0,14%                              |
| 89      | Quíchua          | 8,9                                       | 0,13%                              |
| 90      | Kirundi          | 8,8                                       | 0,13%                              |
| 91      | Sueco            | 8,7                                       | 0,13%                              |
| 92      | Hmong            | 8,4                                       | 0,13%                              |
| 93      | Chona            | 8,3                                       | 0,13%                              |
| 94      | Uigur            | 8,2                                       | 0,12%                              |
| 95      | Hiligaynon       | 8,2                                       | 0,12%                              |
| 96      | More             | 7,6                                       | 0,11%                              |
| 97      | Xhosa            | 7,6                                       | 0,11%                              |
| 98      | Bielorrusso      | 7,6                                       | 0,11%                              |
| 99      | Balúchi          | 7,6                                       | 0,11%                              |
| 100     | Concani          | 7,4                                       | 0,11%                              |
| Total   |                  | 5.610                                     | 85%                                |

## Ethnologue
Esta tabela contém a estimativa das 20 línguas mais faladas por número de falantes nativos da 19ª edição da Ethnologue. Diferentemente da tabela anterior, esta aglutina os dialetos chineses, classificando-os genericamente como chinês.
| Posição | Língua     | Falantes nativos (em milhões) 2016 |
| ------- | ---------- | ---------------------------------- |
| 1       | Mandarim   | 1.302                              |
| 2       | Espanhol   | 427                                |
| 3       | Inglês     | 339                                |
| 4       | Português  | 290                                |
| 5       | Hindi      | 260                                |
| 6       | Árabe      | 202                                |
| 7       | Bengali    | 189                                |
| 8       | Russo      | 171                                |
| 9       | Japonês    | 128                                |
| 10      | Lahnda     | 117                                |
| 11      | Javanês    | 84,3                               |
| 12      | Coreano    | 77,3                               |
| 13      | Alemão     | 76,9                               |
| 14      | Francês    | 75,9                               |
| 15      | Telugo     | 74,2                               |
| 16      | Marati     | 71,8                               |
| 17      | Turco      | 71,4                               |
| 18      | Urdu       | 68,6                               |
| 19      | Vietnamita | 68                                 |
| 20      | Tâmil      | 67,8                               |